# Gilbert Hainuca
Gilbert Hainuca (* 12. März 1994) ist ein namibischer Sprinter, der sich auf den 100-Meter-Lauf spezialisiert hat.

## Sportliche Laufbahn
Erste Erfahrungen bei internationalen Meisterschaften sammelte Gilbert Hainuca bei den Juniorenafrikameisterschaften 2013 in Réduit, bei denen er im Finale disqualifiziert wurde. Bei den IAAF World Relays 2015 auf den Bahamas nahm er mit der 4-mal-200-Meter-Staffel teil, wurde aber auch dort im Vorlauf disqualifiziert. 2018 belegte er bei den Afrikameisterschaften in Asaba in 10,49 s den siebten Platz. Im Jahr darauf nahm er erstmals an den Afrikaspielen in Rabat teil und wurde dort über 100 Meter wegen eines Fehlstarts im Vorlauf disqualifiziert. Mit der namibischen 4-mal-100-Meter-Staffel lief er 41,03 s, was aber nicht für einen Finaleinzug reichte. 2022 erreichte er bei den Afrikameisterschaften in Port Louis das Finale über 100 Meter, wurde dort aber disqualifiziert und über 200 Meter schied er mit 21,60 s im Semifinale aus. Anschließend schied er bei den Commonwealth Games in Birmingham mit 10,29 s im Halbfinale über 100 Meter aus. 2024 gewann er bei den Afrikaspielen in Accra in 10,29 s die Bronzemedaille über 100 Meter hinter dem Kameruner Emmanuel Eseme und Usheoritse Itsekiri aus Nigeria. Zudem schied er mit der 4-mal-100-Meter-Staffel mit 40,20 s im Vorlauf aus. Über 200 Meter schied er mit 21,05 s im Semifinale aus. Im Juni schied er bei den Afrikameisterschaften in Douala mit 10,53 s in der ersten Runde über 100 Meter aus und belegte mit der Staffel in 39,82 s den vierten Platz.
In den Jahren 2023 und 2024 wurde Hainuca namibischer Meister im 100-Meter-Lauf sowie 2024 auch über 200 Meter.

## Persönliche Bestzeiten
- 100 Meter: 10,16 s (+1,7 m/s), 28. Mai 2022 in Sasolburg
  - 60 Meter: 6,60 s (+0,6 m/s), 20. Februar 2021 in Windhoek
- 200 Meter: 20,72 s (+0,5 m/s), 19. Mai 2024 in Gaborone